# Villasequilla
Villasequilla es un municipio y localidad española de la provincia de Toledo, en la comunidad autónoma de Castilla-La Mancha. Linda con las poblaciones de Yepes, Huerta de Valdecarábanos y el término segregado de La Guardia, todas de Toledo.

## Toponimia
Villasequilla se llamó antes Villaseca de Valdecarábanos y después Villasequilla de Yepes por la dependencia que le unía a este pueblo. La dependencia de Yepes le llevó a denominarse Villasequilla de Yepes durante un periodo de casi trescientos años (desde 1573 hasta 1817 al depender por jurisdicción de Yepes y desde 1817 hasta finales del siglo XX por conservar esa denominación, durante bastante tiempo siendo pedanía de ese municipio y ya de forma autónoma durante la mayor parte del siglo XX). A finales del siglo XX se perdió el término «de Yepes», pasando a ser denominada únicamente Villasequilla.

## Geografía
Su término se encuentra en la mesa toledana y el valle medio del Tajo. Posee el pinar de repoblación La Pineda, un monte de utilidad pública.

## Historia
Los orígenes de Villasequilla hay que buscarlos en las alquerías de Artal y La Mezquita. Se unen ambos pueblos y ya en 1154 se ve citada como Villaseca en Valdecarábanos, dentro de la Sisla. La influencia mozárabe en la quebrada de Valderábanos es notable, a través de la colonización de estas gentes procedentes de Málaga. Estas alquerías de Melgar, Mezquita, Artal y Villasequilla están pobladas por castellanos, mozárabes y mudéjares. Villaseca perteneció a la mitra archiepiscopal de Toledo. 
En 1466, a petición del Concejo de La Guardia, el arzobispo Carrillo de Acuña «traspasó la heredad o huerta de Villasequilla». Yepes compró en 1573 la jurisdicción temporal sobre Villasequilla, dependiendo así de este pueblo hasta 1817, en que por real decreto esta villa se emancipó. Tanto Yepes como Villasequilla pertenecieron a la dignidad arzobispal de Toledo, cesión que hizo Alfonso VI de León en favor de aquella mitra después de la reconquista de Toledo.

## Demografía
Cuenta con una población de 2621 habitantes (INE 2024).
| Gráfica de evolución demográfica de Villasequilla entre 1842 y 2021 |
| |
| Población de derecho según los censos de población del INE Población de hecho según los censos de población del INEEn estos censos se denominaba Villasequilla de Yepes: 1842, 1860, 1877, 1887, 1897, 1900, 1910, 1920, 1930, 1940, 1950, 1960, 1970 y 1981 |

## Administración
| Periodo   | Nombre                                               | Partido   |
| --------- | ---------------------------------------------------- | --------- |
| 1979-1983 | Ramón Mantilla Silván (1982) Miguel García Díaz      | UCD       |
| 1983-1987 | Luis Miguel Molero López                             | PSOE      |
| 1987-1991 | Luis Miguel Molero López                             | PSOE      |
| 1991-1995 | Luis Miguel Molero López                             | PSOE      |
| 1995-1999 | Félix Díaz Martínez (21/08/1997) Antonio Caño Araque | PSOE PSOE |
| 1999-2003 | Luciano Marín Chinchón                               | PSOE      |
| 2003-2007 | Luciano Marín Chinchón                               | PSOE      |
| 2007-2011 | Luciano Marín Chinchón                               | PSOE      |
| 2011-2015 | Elena Fernández Díaz                                 | PP        |
| 2015-2019 | Elena Fernández Díaz                                 | PP        |
| 2019-2023 | Elena Fernández Díaz                                 | PP        |
| 2023-act. | Elena Fernández Díaz                                 | PP        |

## Patrimonio
- Iglesia parroquial de Santa María Magdalena.
- Casa de la Cultura y Teatro.
- Casa de Soria (ruinas y cueva).
- Iglesia de la Magdalena y capilla (siglo XVI).
- Asentamiento de la Virgen del Melgar.
- Estación de tren de Villasequilla.
- Plaza Mayor

## Fiestas
- 15 de mayo: San Isidro Labrador.
- 22 de julio: Santa María Magdalena.